# Zoanthidae
Zoanthidae is een familie van neteldieren uit de klasse van de Anthozoa (bloemdieren). 

## Geslachten
- Acrozoanthus Saville-Kent, 1893
- Isaurus Gray, 1828
- Zoanthus Lamarck, 1801